# 特洛伊宫堡

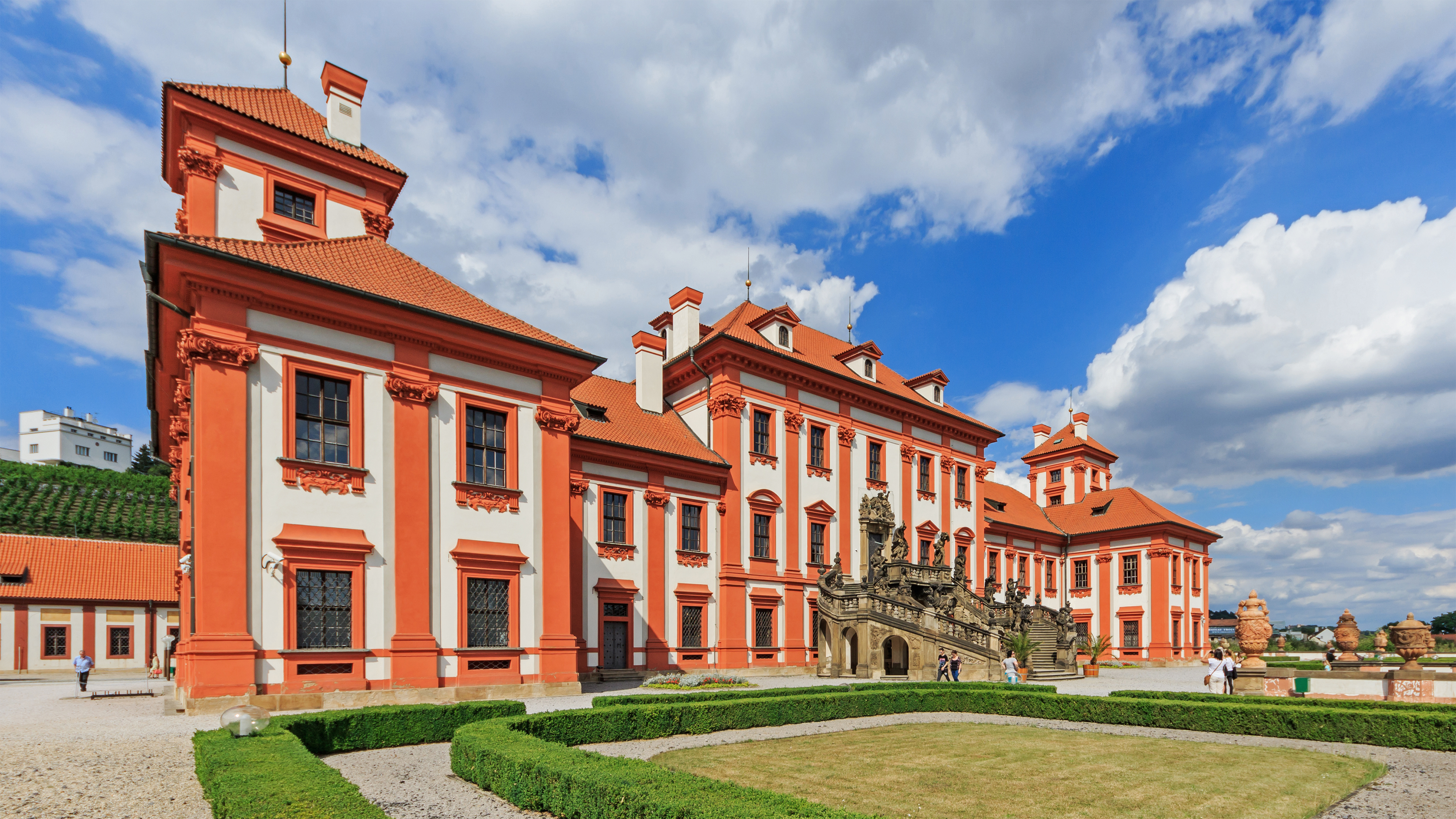
特洛伊宫堡

特洛伊宫堡 （trojský zámek）是捷克首都布拉格的一座城堡，位于该市西北部的特洛伊区（Troja），由斯特恩伯格伯爵兴建于1679年到1691年，19世纪归属布拉格市所有，举办市立美术馆的19世纪捷克美术展览。

## 建筑
城堡的设计受到了法国和意大利建筑的影响，主要是法国建筑师让·巴蒂斯特·马泰（Jean Baptiste Mathey）的作品。马泰在布拉格还建造了布阔伊宫（palais Buquoy），目前的法国大使馆。在马泰之前，多梅尼科·奥尔西为城堡工作，西尔维斯特·卡洛内是建筑师。 

## 花园
城堡和花园之间的阶梯是两位德累斯顿雕塑家的作品：约翰·格奥尔格·赫尔曼和保罗·赫尔曼。他们创作了代表神和巨人争斗的雕像。阳台装饰着罕见的邦贝利花瓶，他还参与了布尔诺附近斯拉夫科夫的斯拉夫科夫-奥斯特利茨城堡。 

## 装饰
城堡的主要房间装饰成绚丽的巴洛克式“哈布斯堡王朝的典范”，加入了许多神话元素。作者是1690年来自安特卫普的画家亚伯拉罕和以撒Godyn兄弟。弗朗西斯·马尔凯蒂和他的儿子乔万尼完成了城堡其他绘画。

## 近期历史
1922年，捷克斯洛伐克政府收购了这座城堡，1970年代加以修复，此后这座城堡就展出19世纪捷克绘画: 约瑟夫·切尔马克、瓦茨拉夫·布罗日克、朱利叶斯·马罗克、安东·希图西、扬· Preisler、米科拉什·Aleš。
50°06′58″N 14°24′54″E / 50.11611°N 14.41500°E